# All India Anna Dravida Munnetra Kazhagam
All India Anna Dravida Munnetra Kazhagam (tàmil: அனைத்து இந்திய அண்ணா திராவிட முன்னேற்ற கழகம்), més conegut com el Aiadmk (les seves sigles) és un partit polític nacionalista tamil de l'Índia.
Va sorgir d'una escissió del Dravidar Munnetra Kazhagam (DKM) el 1972 liderada per M.G. Ramachandram, conegut actor de cinema, qui es va proclamar continuador de l'obra de C.N. Annadurai, el fundador del DMK, a nivell de tota l'Índia el 1947. D'antuvi pretenia la creació d'un sol estat per a tots els pobles dràvides, però només té força i implantació a l'estat de Tamil Nadu.
El culte a la personalitat de Ramachandran es reflecteix a la bandera del partit on la figura del seu líder hi és present (en versió al centre, o a la cantonada). El seu cap actual és J. Jayalalithaa.
El maig de 1999 va retirar el seu suport al govern de Atal Bihari Vajpayee del Partit del Poble Indi en una moció de confiança i es van celebrar eleccions anticipades en 1999, que va tornar a guanyar la coalició liderada per BJP.

## Història electoral

### Tamil Nadu
| Any  | Eleccions     | Vots       | Escons |
| ---- | ------------- | ---------- | ------ |
| 1977 | 6a Assemblea  | 5,194,876  | 130    |
| 1977 | 6è Lok Sabha  | 5,365,076  | 17     |
| 1980 | 7a Assemblea  | 7,303,010  | 129    |
| 1980 | 7è Lok Sabha  | 4,674,064  | 2      |
| 1984 | 8a Assemblea  | 8,030,809  | 134    |
| 1984 | 8è Lok Sabha  | 3,968,967  | 12     |
| 1989 | 9a Assemblea  | 148,630    | 2      |
| 1989 | 9è Lok Sabha  | 4,518,649  | 11     |
| 1991 | 10a Assemblea | 10,940,966 | 164    |
| 1991 | 10è Lok Sabha | 4,470,542  | 11     |
| 1996 | 11a Assemblea | 5,831,383  | 4      |
| 1996 | 11è Lok Sabha | 2,130,286  | 0      |
| 1998 | 12è Lok Sabha | 6,628,928  | 18     |
| 1999 | 13è Lok Sabha | 6,992,003  | 10     |
| 2001 | 12a Assemblea | 8,815,387  | 132    |
| 2004 | 14è Lok Sabha | 8,547,014  | 0      |
| 2006 | 13a Assemblea |            | 61     |

### Pondicherry
| Any  | Elecció       | Vots    | Escons |
| ---- | ------------- | ------- | ------ |
| 1974 | 3a Assemblea  | 60,812  | 12     |
| 1977 | 4a Assemblea  | 69,873  | 14     |
| 1977 | 6è Lok Sabha  | 115,302 | 1      |
| 1980 | 5a Assemblea  | 45,623  | 0      |
| 1985 | 6ah Assemblea | 47,521  | 6      |
| 1990 | 7a Assemblea  | 76,337  | 3      |
| 1991 | 8a Assemblea  | 67,792  | 6      |
| 1996 | 9a Assemblea  | 57,678  | 3      |
| 1998 | 12è Lok Sabha | 102,622 | 0      |
| 2001 | 10a Assemblea | 59,926  | 3      |
| 2006 | 11a Assemblea |         | 3      |